# ウェストサイド・コネクション
ウェストサイド・コネクション(Westside Connection)は、アイス・キューブ、WC、マック・10の3人からなるアメリカのギャングスタ・ラップグループである。グループ名の由来はメンバーがロサンゼルス・サウスセントラル地区の西側出身である事に由来する。
1996年リリースのアルバム『Bow Down』でデビューした。これまで2枚のアルバムをリリースしている。現在は活動を休止している。

## ディスコグラフィー

### アルバム
- Bow Down (1996年)
- Terrorist Threats (2003年)

### シングル
- Bow Down(1996年)
- Gangstas Make the World Go Round(1997年)
- Let It Reign(1998年)
- It's the Holidaze(2002年)
- Gangsta Nation(2003年)